# Haunted (bok)
Haunted är en skräckroman skriven av den amerikanska författaren Chuck Palahniuk, mest känd för boken Fight Club och filmatiseringen av densamma (se Fight Club). 
Haunted är uppdelad i 23 olika historier, skrivna av bokens karaktärer. Karaktärerna har gått med på att medverka i ett experiment där de i tre månader blir avskärmade från världen för att kunna producera sitt livs verk. Haunted karakteriseras av Palahniuks säregna stil och har fått bra kritik av bland annat The Guardian och Observer.